# Křížová cesta (Pelhřimov)
Křížová cesta v Pelhřimově se nachází v centru města u kaple svatého Kříže (známé též jako kostel Nalezení svatého Kříže nebo kaple Kalvárie) přibližně 300 metrů západě od Masarykova náměstí, na rohu ulic Krásovy domky – Vlásenická. Roku 2012 bylo rozhodnuto o její obnově.

## Historie
Zastavení křížové cesty byla postavena oboustranně podél schodiště ke kapli svatého Kříže. Jednalo se o čtrnáct pilířů s výklenkem a stříškou. Zřejmě v 60. letech 20. století byly pilíře odstraněny.

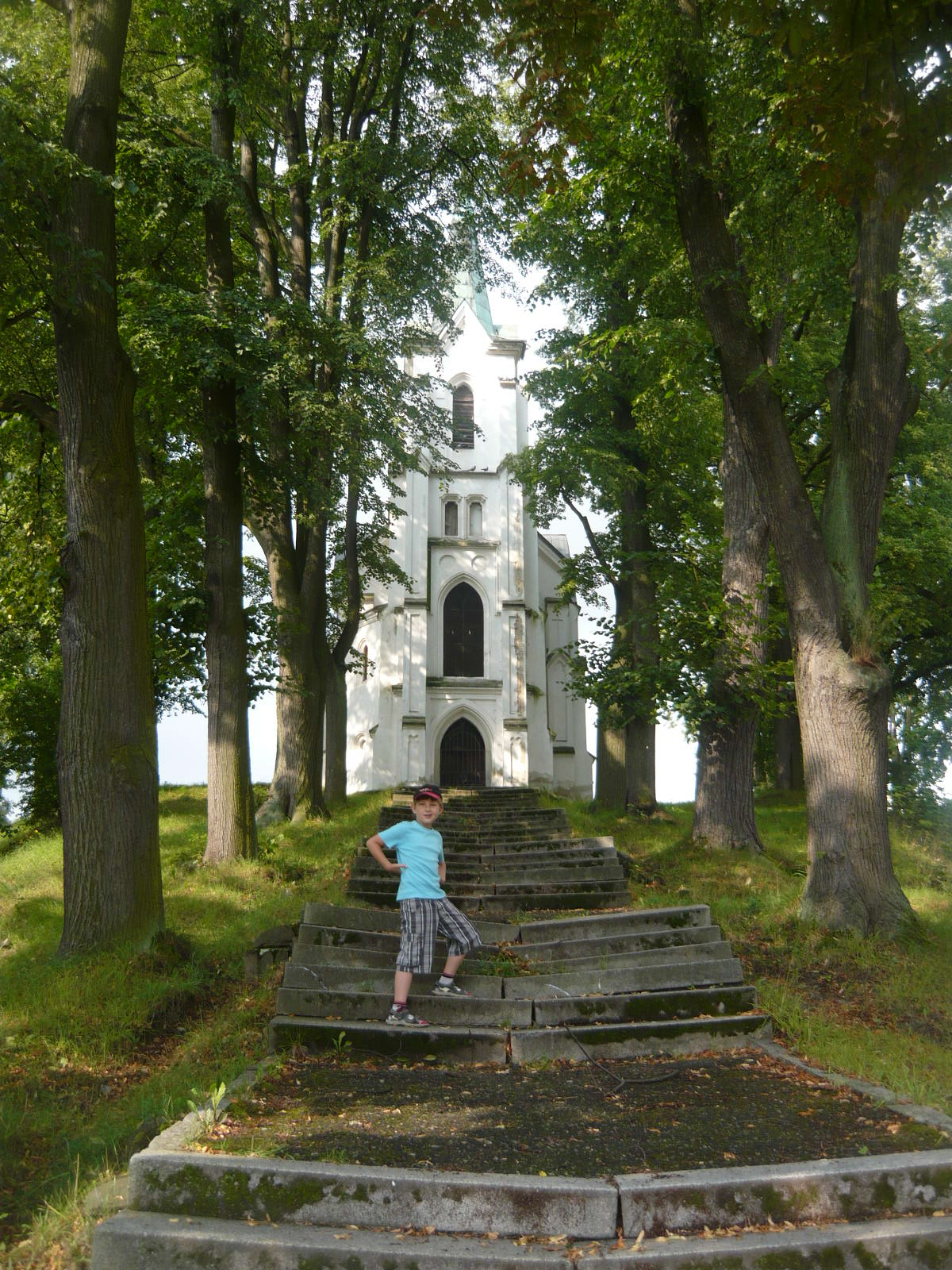
Kaple Kalvárie se schodištěm před rekonstrukcí

Roku 2012 bylo rozhodnuto o obnově areálu. Práce zahrnovaly i kompletní obnovu schodiště včetně sloupků a zábradlí. Bylo přitom nutno vykácet staré stromy lemující schodiště, které byly ve špatném stavu a jejichž kořeny poškozovaly dosavadní schodiště. Památka byla 27. října 2015 slavnostně otevřena.

### Kaple svatého Kříže (Kalvárie)
Pelhřimovský měšťan a radní Jan Kryštof Blažejovský dal roku 1671 vybudovat nad městem kapli Božího hrobu podle jeruzalémského vzoru. Měla předsíň a vlastní Kristův hrob. Roku 1750 byla kaple rozšířena o přístavbu kostela s věží a uvnitř byla vyzdobena malovaným cyklem Kristova utrpení.
Při josefinských reformách byla prodána do soukromých rukou, dál však chátrala nedostatečnou údržbou. Městská rada se roku 1865 usnesla, že ji zboří a vystaví kostel nový. Prostředky na něj sbíral již několik let pelhřimovský děkan P. Vojtěch Holý. Návrh místního stavitele Josefa Šlechty byl realizován v letech 1883 – 1886 jako kaple v pseudogotickém slohu. Kaple zvaná Kalvárie je chráněna jako nemovitá Kulturní památka České republiky.